# بولسواف بیروت
بولسواف بیروت (لهستانی: Bolesław Bierut; زاده ۱۸ آوریل ۱۸۹۲ – درگذشته ۱۲ مارس ۱۹۵۶) یک سیاست‌مدار کمونیست اهل لهستان و از فوریه ۱۹۴۷ تا نوامبر ۱۹۵۲ رئیس‌جمهور جمهوری خلق لهستان بود. وی همچنین از نوامبر ۱۹۵۲ تا مارس ۱۹۵۴ نخست‌وزیر این کشور بود.